# The Rumour
The Rumour è un album in studio di Olivia Newton-John pubblicato dall'etichetta discografica MCA Records nel 1988.